# 长治市博物馆
长治市博物馆位于中华人民共和国山西省长治市潞州区太行西街西端北侧，现为国家二级博物馆。
长治市博物馆旧馆始建于1990年9月，1992年10月竣工。博物馆占地面积15,000平方米，建筑面积为8,200平方米，博物馆共有6个展厅，展厅总面积5,200平方米，建设投资960万元人民币。博物馆文物陈列楼顶部为伞状，伞的顶部立有一个重7.5吨、长6米、高2.5米的仿春秋战国铜车马。馆名为赵朴初题写。
由于博物馆新馆落成，现正计划将旧馆整体关闭并将藏品移动至新馆展出，旧馆于2025年8月1日正式停止开放。
长治市博物馆馆藏文物超过6万件（套），馆藏文物数量位列山西省第二。馆藏国家一级、二级、三级文物1,200多件。出土于长治分水岭的春秋战国青铜器、出土于上党地区的明、清琉璃器以及出土的宋、金两代北方磁州窑瓷器为特色藏品。
长治市博物馆设三个基本陈列：长治战国车马坑、长治历代墓葬、上党从来天下脊——长治古代文明。